# Eulma
Eulma è un comune dell'Algeria, situato nella provincia di Annaba.